# Muzeum Dzwonków w Jastrzębiu-Zdroju
Muzeum Dzwonków w Jastrzębiu-Zdroju – prywatna kolekcja dzwonków i instrumentów do dzwonienia ks. Antoniego Łatko, obejmująca ponad 2700 eksponatów. Kolekcja znajdowała się w Muzeum Dzwonków w Jastrzębiu-Zdroju w sołectwie Szeroka. Po śmierci ks. Łatko kolekcja, z woli spadkobiercy księdza Łatko, stała się własnością podwarszawskiego zakonu sióstr Loretanek, a Muzeum Dzwonków zostało zlikwidowane. 
W 2019 roku została otwarta Galeria Dzwonków, w której znajduje się 13000 dzwonków z całego świata. Jest to prywatna kolekcja którą gromadził mieszkaniec Jastrzębia-Zdroju - Krzysztof Zagaja. Jest to zupełnie inna kolekcja niż ta, którą posiadał ks. Antoni Łatko. 
Galeria Dzwonków to ciekawe miejsce na mapie, które przyciąga mnóstwo turystów i zorganizowanych grup, znajduje się w Jastrzębiu-Zdroju przy ulicy 1 Maja 61 (siedziba Spółki Brackiej). 